# Balaton (Trzebinia)
Zalew Balaton – położony w centrum Trzebini sztuczny zalew w nieczynnym wyrobisku kamieniołomu wapieni. Wody akwenu należą do pierwszej klasy jakości.
Jego powierzchnia wynosi około 3 ha, a średnia głębokość około 9,5 m. Akwen zasilany jest podziemnymi źródłami. W sezonie letnim funkcjonuje jako kąpielisko miejskie zarządzane przez Koło Polskiego Związku Wędkarskiego w Trzebini i Klub Płetwonurków.
W maju 2018 r. zakończono budowę podwieszanych basenów na terenie akwenu, a w czerwcu – kolejki tyrolskiej o długości około 470 m.
Miejsce w sezonie letnim chętnie odwiedzane przez mieszkańców miasta.

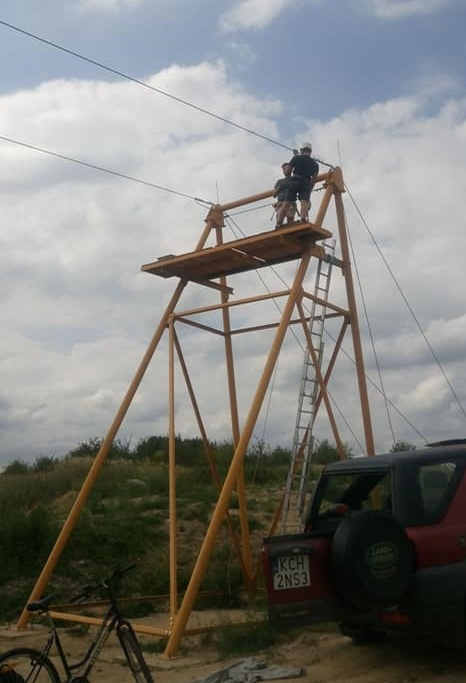
Balaton w Trzebini. Wieża kolejki tyrolskiej (2018)